# Rudolf III. Burgundski
Rudolf III. Burgundski (zvan Rudolf der Faule na njemačkom, a Rodolphe le Fainéant na francuskom) (993. – 6. rujna 1032.) bio je zadnji kralj Burgundije, sin kralja Konrada Miroljubivog i Matilde Francuske, unuk Gerberge od Saske i polubrat princeze Gizele, koja je bila majka ugarske kraljice Gizele.
Njegova je vladavina bila burna, ali je umro bez sinova.
Njegove su žene bile Ageltruda i Ermengarda (majka Eme Provansalske i Vilima V.).